# Го (затока)
Го (дан. Ho Bugt) — данська затока площею приблизно 50 км2. Утворює північний кінець Ватового моря і лежить між Скаллінгеном на південному заході, Го на заході, Оксбьолом на півночі та Йєртінгом на сході. На північно-східному кінці в затоку впадає річка Варде.
У південній частині затоки лежить острів Ланглі, оточений великими піщаними ділянками, з'єднаний дорогою на північ до півострова Ньєнг, на південь від Го.
Як частина Ватового моря, затока Го є міжнародною природоохоронною територією в рамках мережі Natura 2000, а також Рамсарською територією, особливою природоохоронною територією та територією особливого захисту.
Назва відома приблизно від 1325 року (тоді — Hoo) і походить від старого данського слова trug. Це був один із найзаселеніших районів Західної Ютландії, затока забезпечувала притулок для вантажних та рибальських човнів.
1941 року були великі плани щодо намивання землі в затоці Го, де у співпраці між Hedeselskabet і Комітетом з ліквідації земель планувалося змінити русло Варде, з'єднати Ланглі з материком і відновити територію в 1550 га. Однак проєкт відклали.

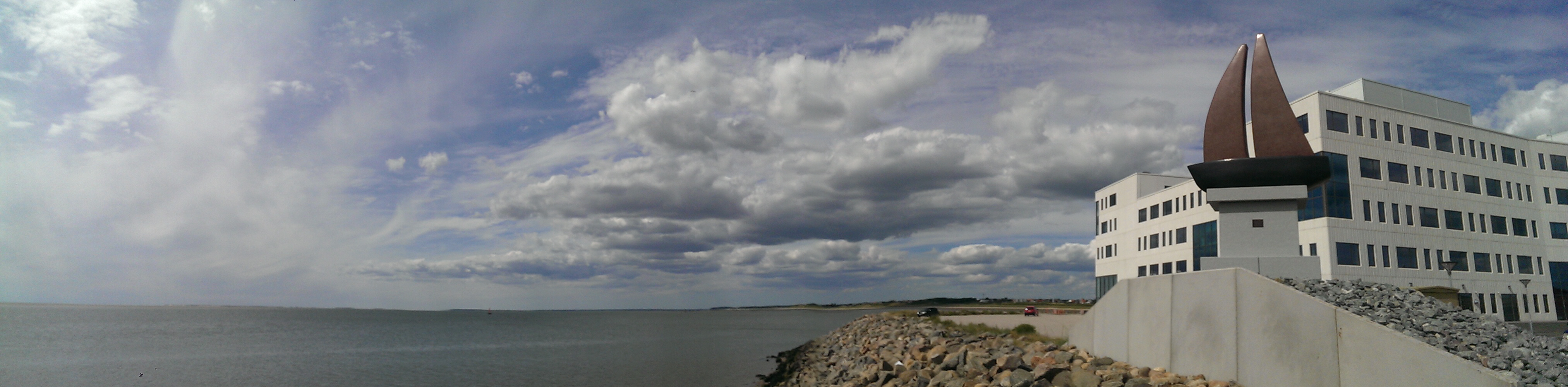
Краєвид затоки Го з Есб'єрга